# Messimy
Messimy és un municipi francès situat al departament del Roine i a la regió d'Alvèrnia-Roine-Alps. L'any 2007 tenia 3.174 habitants.

## Demografia

### Població
El 2007 la població de fet de Messimy era de 3.174 persones. Hi havia 1.177 famílies de les quals 268 eren unipersonals (124 homes vivint sols i 144 dones vivint soles), 307 parelles sense fills, 501 parelles amb fills i 101 famílies monoparentals amb fills.
La població ha evolucionat segons el següent gràfic:
Habitants censats

### Habitatges
El 2007 hi havia 1.276 habitatges, 1.190 eren l'habitatge principal de la família, 32 eren segones residències i 54 estaven desocupats. 968 eren cases i 303 eren apartaments. Dels 1.190 habitatges principals, 857 estaven ocupats pels seus propietaris, 312 estaven llogats i ocupats pels llogaters i 21 estaven cedits a títol gratuït; 14 tenien una cambra, 94 en tenien dues, 190 en tenien tres, 336 en tenien quatre i 556 en tenien cinc o més. 1.004 habitatges disposaven pel capbaix d'una plaça de pàrquing. A 490 habitatges hi havia un automòbil i a 653 n'hi havia dos o més.

### Piràmide de població
La piràmide de població per edats i sexe el 2009 era:
| Homes | Edats   | Dones |
| ----- | ------- | ----- |
| 0     | 95 o +  | 0     |
| 4     | 90 a 94 | 8     |
| 8     | 85 a 89 | 12    |
| 12    | 80 a 84 | 16    |
| 8     | 75 a 79 | 40    |
| 44    | 70 a 74 | 24    |
| 36    | 65 a 69 | 40    |
| 48    | 60 a 64 | 68    |
| 76    | 55 a 59 | 72    |
| 68    | 50 a 54 | 80    |
| 100   | 45 a 49 | 88    |
| 108   | 40 a 44 | 104   |
| 124   | 35 a 39 | 112   |
| 104   | 30 a 34 | 132   |
| 96    | 25 a 29 | 100   |
| 81    | 20 a 24 | 68    |
| 84    | 15 a 19 | 92    |
| 100   | 10 a 14 | 128   |
| 148   | 5 a 9   | 116   |
| 72    | 0 a 4   | 96    |

## Economia
El 2007 la població en edat de treballar era de 2.057 persones, 1.607 eren actives i 450 eren inactives. De les 1.607 persones actives 1.547 estaven ocupades (789 homes i 758 dones) i 60 estaven aturades (26 homes i 34 dones). De les 450 persones inactives 165 estaven jubilades, 215 estaven estudiant i 70 estaven classificades com a «altres inactius».

### Ingressos
El 2009 a Messimy hi havia 1.180 unitats fiscals que integraven 3.234,5 persones, la mediana anual d'ingressos fiscals per persona era de 21.369 €.

### Activitats econòmiques
Dels 180 establiments que hi havia el 2007, 2 eren d'empreses extractives, 2 d'empreses alimentàries, 3 d'empreses de fabricació de material elèctric, 14 d'empreses de fabricació d'altres productes industrials, 44 d'empreses de construcció, 36 d'empreses de comerç i reparació d'automòbils, 6 d'empreses de transport, 4 d'empreses d'hostatgeria i restauració, 4 d'empreses d'informació i comunicació, 10 d'empreses financeres, 7 d'empreses immobiliàries, 28 d'empreses de serveis, 14 d'entitats de l'administració pública i 6 d'empreses classificades com a «altres activitats de serveis».
Dels 58 establiments de servei als particulars que hi havia el 2009, 1 era una oficina de correu, 1 una oficina bancària, 10 tallers de reparació d'automòbils i de material agrícola, 3 paletes, 6 guixaires pintors, 11 fusteries, 7 lampisteries, 8 electricistes, 1 empresa de construcció, 3 perruqueries, 3 restaurants, 3 agències immobiliàries i 1 saló de bellesa.
Dels 8 establiments comercials que hi havia el 2009, 1 era una botiga de menys de 120 m², 1 una fleca, 1 una carnisseria, 2 botigues de roba, 1 una botiga d'electrodomèstics, 1 un drogueria i 1 una floristeria.
L'any 2000 a Messimy hi havia 35 explotacions agrícoles que ocupaven un total de 621 hectàrees.

## Equipaments sanitaris i escolars
L'únic equipament sanitari que hi havia el 2009 era una farmàcia.
El 2009 hi havia 1 escola maternal i 2 escoles elementals.

## Poblacions més properes
El següent diagrama mostra les poblacions més properes.